# Ooencyrtus anabrivorus
Ooencyrtus anabrivorus är en stekelart som beskrevs av Charles Joseph Gahan 1942. Ooencyrtus anabrivorus ingår i släktet Ooencyrtus och familjen sköldlussteklar. Inga underarter finns listade i Catalogue of Life.